# Shirobako
Shirobako (досл. «Белая коробка»)  — оригинальный аниме-сериал режиссёра Цутому Мидзусимы, созданный студией P.A. Works и транслировавшийся с 9 октября 2014 г. по 26 марта 2015 г., а также его полнометражное продолжение, вышедшее в феврале 2020 года. Аниме повествует о буднях работников аниме-индустрии.

## Сюжет
Ещё в школе Аой Миямори и её подруги по кружку анимации поклялись, что устроятся на работу в сфере аниме-индустрии и однажды снимут вместе настоящее аниме. С тех пор прошло больше двух лет. Не у каждой из них получилось найти подходящую работу, а те, кому удалось, поняли, насколько профессиональная работа над аниме сложнее их школьных поделок. Смогут ли подруги вместе поработать над одним сериалом, или это так и останется несбыточной мечтой?..

## Название
Shirobako в видеоиндустрии ― это белая коробка с первой итоговой версией продукта (будь то плёнка, видеокассета или диск), предназначенная для продюсера. Сюжет работы фокусируется на мечте пяти девушек, изо всех сил пытающихся создать свою «белую коробку», и повседневных проблемах, творческих конфликтах и неудачах, а также совместной работе с её единством и конфликтами. Это драма о работе коллектива, отражающая повседневную жизнь аниме-индустрии.

## Персонажи
Аои Миямори (яп. 宮森 あおい Миамори Аои) — главная героиня, работает производственным ассистентом (позже — старшим производственным ассистентом) в аниме-студии Musashino Animation.
Сэйю: Дзюри Кимура.
Эма Ясухара (яп. 安原 絵麻 Ясухара Эма) — подруга Аои по школьному кружку, художница-аниматор в студии Musashino Animation.
Сэйю: Харука Ёсимура.
Сидзука Сакаки (яп. 坂木 しずか Сакаки Сидзука) — подруга Аои по школьному кружку, начинающая сэйю.
Сэйю: Харука Тисуга.
Миса Тодо (яп. 藤堂 美沙 То:до: Миса) — подруга Аои по школьному кружку, специалист по 3D-моделированию и компьютерной графике.
Сэйю: Асами Такано.
Мидори Имаи (яп. 今井 みどり Имаи Мидори) — подруга Аои по школьному кружку, сценарист-фрилансер.
Сэйю: Хитоми Овада.
Ютака Хонда (яп. 本田 豊 Хонда Ютака) — продюсер в аниме-студии Musashino Animation.
Сэйю: Сюя Нисидзи.
Сэйити Киносита (яп. 木下 誠一 Киносита Сэйити) — режиссёр-постановщик в аниме-студии Musashino Animation.
Сэйю: Нобуюки Хияма.